# ماريانا مانتوفانا
ماريانا مانتوفانا (بالإيطالية: Mariana Mantovana) هي كومونا تقع في مقاطعة مانتوفا في منطقة لومبارديا الإيطالية، وتقع على بعد حوالي 110 كيلومترات (68 ميل) جنوب شرق ميلانو وحوالي 25 كيلومترا (16 ميل) غرب مانتوفا.
تحد ماريانا مانتوفانا البلديات التالية: اسكونيقرا سول تيشزا و أسولا و بيوبيجا و ريدونديسكو.